# Bodzianske Lúky
Bodzianske Lúky es un municipio del distrito de Komárno en la región de Nitra, Eslovaquia, con una población estimada a final del año 2024 de 177 habitantes.
Se encuentra ubicado al suroeste de la región, cerca de los ríos Danubio y Váh, y de la frontera con Hungría.

## Demografía
| Año        | 1994 | 2004     | 2014     | 2024    |
| ---------- | ---- | -------- | -------- | ------- |
| Población  | 255  | 223      | 191      | 177     |
| Diferencia |      | −12,54 % | −14,34 % | −7,32 % |

| Año        | 2023 | 2024    |
| ---------- | ---- | ------- |
| Población  | 175  | 177     |
| Diferencia |      | +1,14 % |